# 2000 en Colombie-Britannique
Chronologie de la Colombie-Britannique
- 1996
- 1997
- 1998
- 1999
- 2000
- 2001
- 2002
- 2003
- 2004

Cette page concerne des événements qui se sont produits durant l'année 2000 dans la province canadienne de Colombie-Britannique.

## Politique

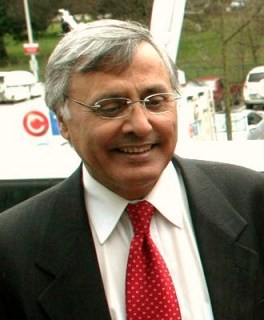
Ujjal Dosanjh

- Premier ministre : Dan Miller puis Ujjal Dosanjh
- Chef de l'Opposition : Gordon Campbell du Parti libéral de la Colombie-Britannique
- Lieutenant-gouverneur : Garde Gardom
- Législature :